# Heuchera grossulariifolia
Heuchera grossulariifolia är en stenbräckeväxtart som beskrevs av Per Axel Rydberg. Heuchera grossulariifolia ingår i släktet alunrötter, och familjen stenbräckeväxter. Utöver nominatformen finns också underarten H. g. tenuifolia.

## Bildgalleri

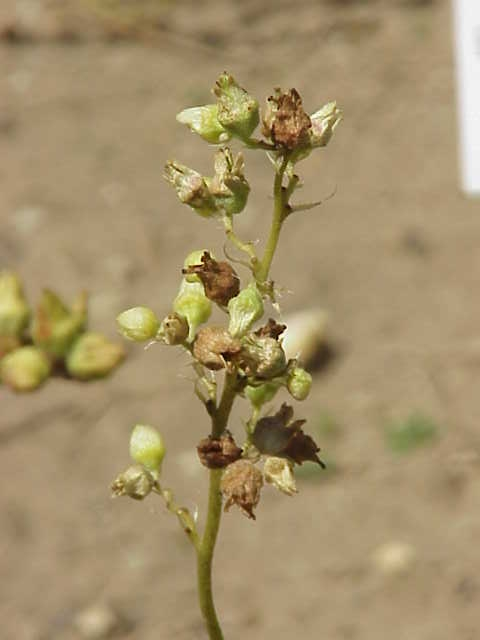
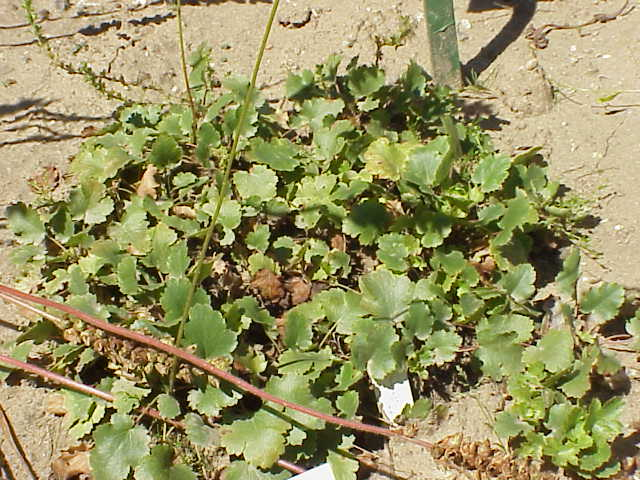